# Reino floral
Los reinos florales son las grandes zonas en las que se divide el planeta Tierra por presentar una vegetación común. En biogeografía (y más específicamente, en fitogeografía), corresponden con la principal unidad tipológica que corona el siguiente orden jerárquico decreciente: reino, región, provincia, sector y distrito (afectados en algún caso por subdivisiones auxiliares de menor o mayor rango, sub- y supra-).
Hay varias clasificaciones generales que establecen un número diferente de reinos, que puede variar, en general, de cuatro a ocho, y en la que algunos de esos reinos comprenden continentes enteros. Las clasificaciones más comúnmente empleadas son la de Ronald Good y la de Armen Takhtajan. En concreto, Takhtajan establece los siguientes seis reinos florales:

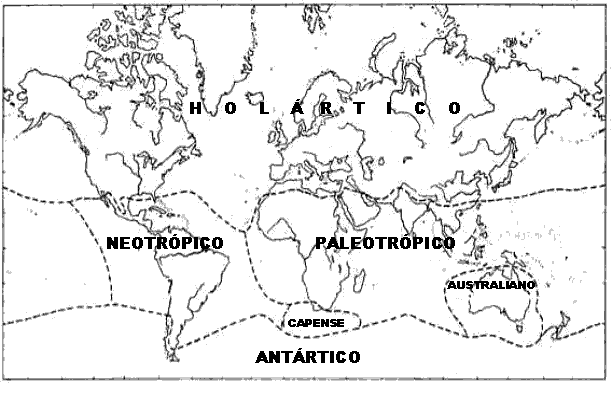
Mapa en el que se muestran los seis reinos florales.

- Holártico
- Paleotrópico
- Neotrópico
- Australiano
- Antártico
- Capense

## Reino Holártico

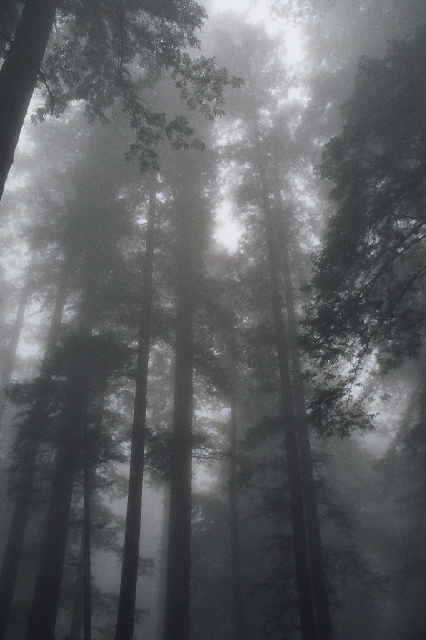
Bosque en América del Norte.

Se extiende por el Hemisferio norte e incluye casi toda Norteamérica, toda Europa, la franja mediterránea de África y la parte de Asia comprendida por encima de una línea que iría desde el norte de Taiwán, pasaría por el macizo del Himalaya, sus aledaños y, rozando el golfo Pérsico, llegaría hasta el sur de la península del Sinaí.
Se caracteriza por la gran abundancia de bosques templados o fríos: hay bosques mediterráneos, templados húmedos, de frondosas, de coníferas, etc. Aunque la vegetación varía dependiendo de cada región, existiendo también praderas y estepas, tundras y desiertos.

## Reino Paleotrópico

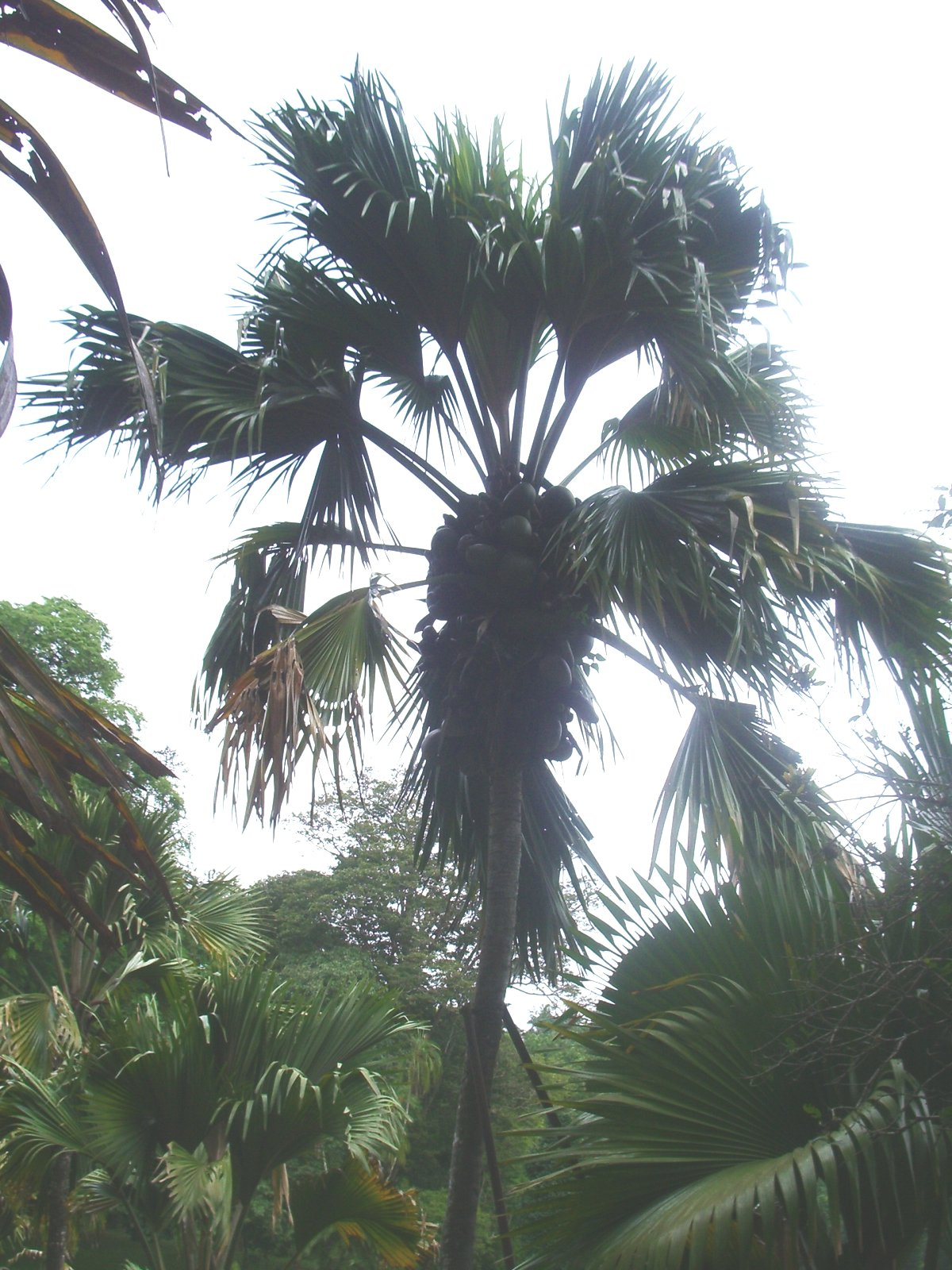
Palmeras en las islas Seychelles.

Comprende el continente africano, exceptuando la porción septentrional y su extremo sur; así como el resto de Asia que no queda incluido en el reino Holártico.
Se caracteriza por la gran variedad de especies tropicales como palmeras, aráceas, lauráceas, etc, aunque también aquí aparecen sabanas, estepas y desiertos.

## Reino Neotrópico
Incluye Centroamérica y Sudamérica, salvo el extremo meridional de la cordillera de los Andes y sus estribaciones. Abarca también las dos fajas costeras mexicanas y el sur de California y de Florida.
Presenta ecosistemas similares al reino paleotrópico, ya que, al igual que éste, el neotrópico está situado entre los trópicos de Cáncer y Capricornio, regiones sometidas a temperaturas cálidas.

## Reino Australiano
Comprende Australia y Tasmania, pero no la cercana Nueva Zelanda, que se distribuye entre los reinos paleotropical, su parte norte, y antártico al sur.
En el reino australiano abundan las especies endémicas, entre las que cabe citar los eucaliptos y las acacias australianas, así como también vegetación tropical, cedros, pinos, sabana de prados, estepas y desiertos.

## Reino Antártico

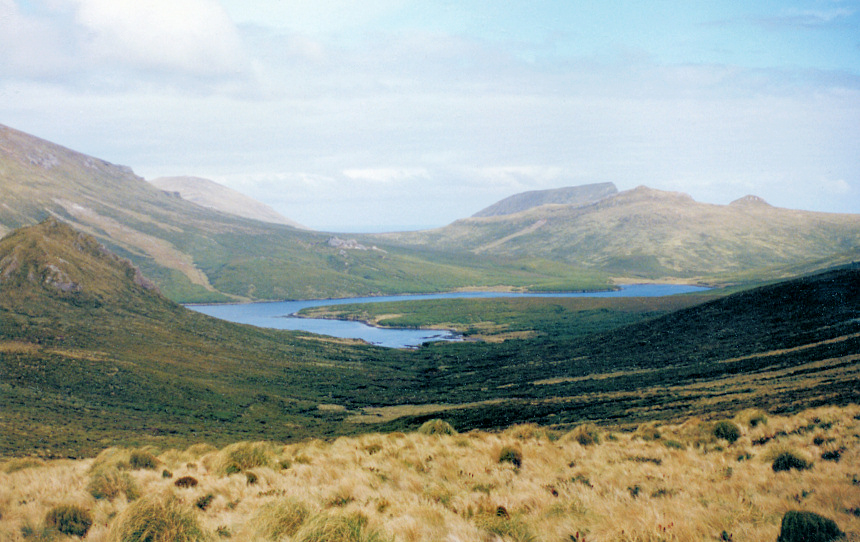
Vegetación de las islas Campbell.

Abarca el extremo meridional de los Andes y la Tierra del Fuego, la mitad meridional de la isla sur de Nueva Zelanda y las islas oceánicas que rodean el continente antártico, así como éste, aunque cubierto con hielos.
Predominan los bosques constantemente húmedos, ricos en musgos y helechos, así como estepas y tundras.

## Reino Capense

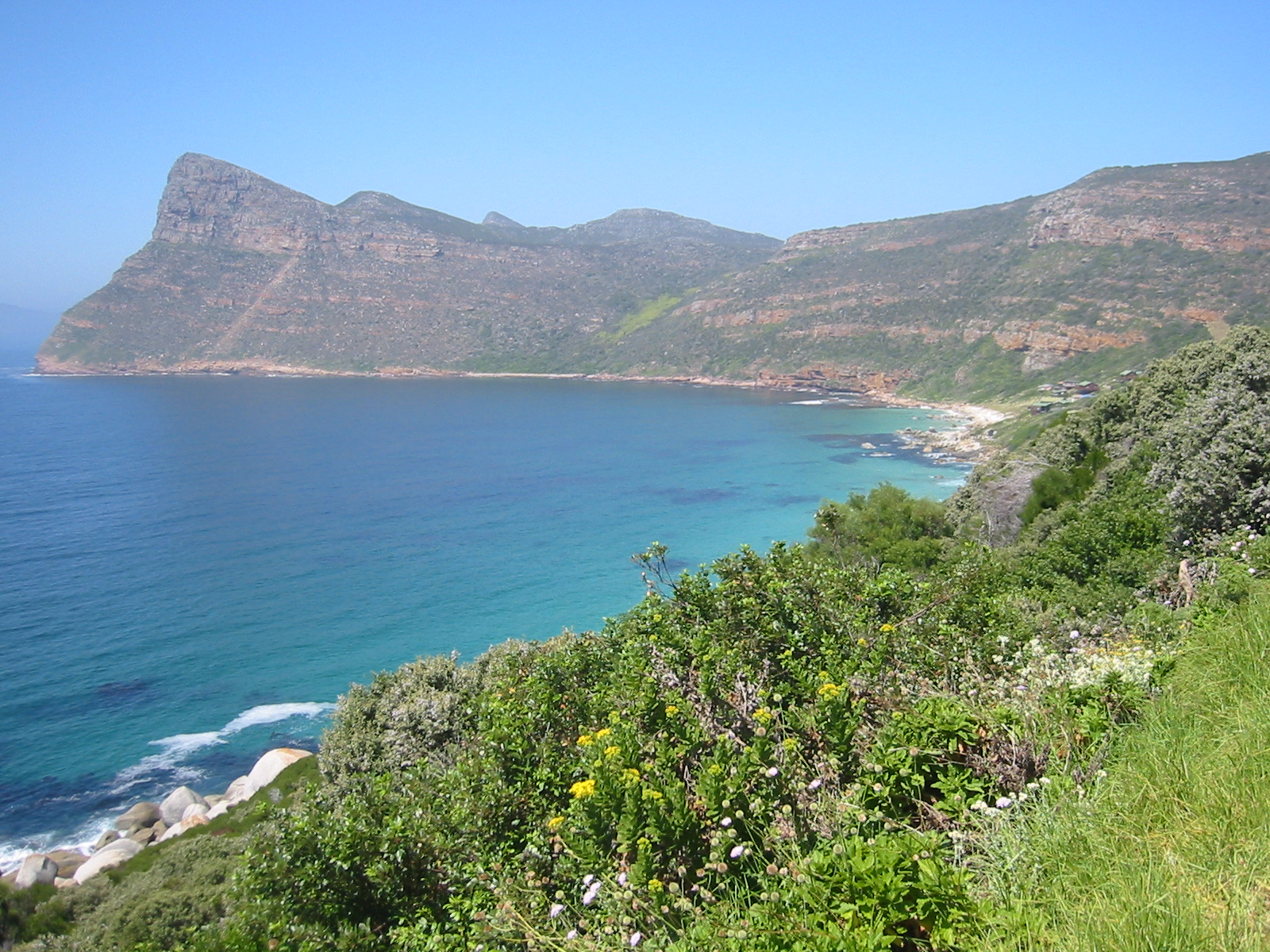
Cabo de Buena Esperanza.

Es el reino floral de menor extensión, teniendo una superficie de 7.750 km², ocupa el extremo meridional de Sudáfrica y es de lejos, en proporción a su tamaño, el más rico de los reinos. Debido a su pequeña extensión, muchos autores lo consideran una región, no un reino.
Representa menos de un 0,5% de la superficie africana pero posee en torno a un 20% de la flora del continente. Este reino floral se caracteriza además por la falta casi absoluta de árboles y por la presencia de vegetación Fynbos que solo se da en esta zona.
Su principal interés científico reside en las estrategias reproductivas de las plantas, incluyendo las respuestas adaptativas al fuego y la dispersión de semillas por medio de insectos.

## Presencia montañosa
En todas las regiones florales la presencia de montañas es causa de notables cambios en la flora. La flora montícola difiere, por lo común, de la de tierras bajas, debido a que las condiciones climáticas son diferentes, lo que provoca la aparición de distinta vegetación. La flora montícola suele ser rica en especies endémicas.

## Clasificación de Takhtajan
| Reino                               | Región                                          |     | Provincia                            |
| Reino Holártico (Holarctic Kingdom) | I. Región Circumboreal (Circumboreal Region)    | 01  | Ártico                               |
| Reino Holártico (Holarctic Kingdom) | I. Región Circumboreal (Circumboreal Region)    | 02  | Atlantic Europe                      |
| Reino Holártico (Holarctic Kingdom) | I. Región Circumboreal (Circumboreal Region)    | 03  | Europa Central                       |
| Reino Holártico (Holarctic Kingdom) | I. Región Circumboreal (Circumboreal Region)    | 04  | Illyria or Balkan                    |
| Reino Holártico (Holarctic Kingdom) | I. Región Circumboreal (Circumboreal Region)    | 05  | Pontus Euxinus                       |
| Reino Holártico (Holarctic Kingdom) | I. Región Circumboreal (Circumboreal Region)    | 06  | Caucasus                             |
| Reino Holártico (Holarctic Kingdom) | I. Región Circumboreal (Circumboreal Region)    | 07  | Eastern Europe                       |
| Reino Holártico (Holarctic Kingdom) | I. Región Circumboreal (Circumboreal Region)    | 08  | Northern Europe                      |
| Reino Holártico (Holarctic Kingdom) | I. Región Circumboreal (Circumboreal Region)    | 09  | Western Siberia                      |
| Reino Holártico (Holarctic Kingdom) | I. Región Circumboreal (Circumboreal Region)    | 10  | Altai-Sayan                          |
| Reino Holártico (Holarctic Kingdom) | I. Región Circumboreal (Circumboreal Region)    | 11  | Central Siberia                      |
| Reino Holártico (Holarctic Kingdom) | I. Región Circumboreal (Circumboreal Region)    | 12  | Transbaikalia                        |
| Reino Holártico (Holarctic Kingdom) | I. Región Circumboreal (Circumboreal Region)    | 13  | Northeastern Siberia                 |
| Reino Holártico (Holarctic Kingdom) | I. Región Circumboreal (Circumboreal Region)    | 14  | Okhotsk-Kamchatka                    |
| Reino Holártico (Holarctic Kingdom) | I. Región Circumboreal (Circumboreal Region)    | 15  | Canada incl. Great Lakes             |
| Reino Holártico (Holarctic Kingdom) | II. Eastern Asiatic Region                      | 16  | Manchuria                            |
| Reino Holártico (Holarctic Kingdom) | II. Eastern Asiatic Region                      | 17  | Sajalín-Hokkaidō                     |
| Reino Holártico (Holarctic Kingdom) | II. Eastern Asiatic Region                      | 18  | Japón-Korea                          |
| Reino Holártico (Holarctic Kingdom) | II. Eastern Asiatic Region                      | 19  | Volcano-Bonin                        |
| Reino Holártico (Holarctic Kingdom) | II. Eastern Asiatic Region                      | 20  | Ryūkyū or Tokara-Okinawa             |
| Reino Holártico (Holarctic Kingdom) | II. Eastern Asiatic Region                      | 21  | Taiwán                               |
| Reino Holártico (Holarctic Kingdom) | II. Eastern Asiatic Region                      | 22  | Northern China                       |
| Reino Holártico (Holarctic Kingdom) | II. Eastern Asiatic Region                      | 23  | China Central                        |
| Reino Holártico (Holarctic Kingdom) | II. Eastern Asiatic Region                      | 24  | Southeastern China                   |
| Reino Holártico (Holarctic Kingdom) | II. Eastern Asiatic Region                      | 25  | Sikang-Yuennan                       |
| Reino Holártico (Holarctic Kingdom) | II. Eastern Asiatic Region                      | 26  | Northern Burma                       |
| Reino Holártico (Holarctic Kingdom) | II. Eastern Asiatic Region                      | 27  | Eastern Himalaya                     |
| Reino Holártico (Holarctic Kingdom) | II. Eastern Asiatic Region                      | 28  | Khasi-Manipur                        |
| Reino Holártico (Holarctic Kingdom) | III. North American Atlantic Region             | 29  | Appalachian Province                 |
| Reino Holártico (Holarctic Kingdom) | III. North American Atlantic Region             | 30  | Atlantic and Gulf Coastal Plain      |
| Reino Holártico (Holarctic Kingdom) | III. North American Atlantic Region             | 31  | North American Prairies              |
| Reino Holártico (Holarctic Kingdom) | IV. Rocky Mountain Region                       | 32  | Vancouver                            |
| Reino Holártico (Holarctic Kingdom) | IV. Rocky Mountain Region                       | 33  | Rocky Mountains                      |
| Reino Holártico (Holarctic Kingdom) | V. Macaronesian Region                          | 34  | Azores                               |
| Reino Holártico (Holarctic Kingdom) | V. Macaronesian Region                          | 35  | Madeira                              |
| Reino Holártico (Holarctic Kingdom) | V. Macaronesian Region                          | 36  | Canarias                             |
| Reino Holártico (Holarctic Kingdom) | V. Macaronesian Region                          | 37  | Cabo Verde                           |
| Reino Holártico (Holarctic Kingdom) | VI. Región Mediterránea                         | 38  | Southern Morocco                     |
| Reino Holártico (Holarctic Kingdom) | VI. Región Mediterránea                         | 39  | Southwestern Mediterranean           |
| Reino Holártico (Holarctic Kingdom) | VI. Región Mediterránea                         | 40  | South Mediterranean                  |
| Reino Holártico (Holarctic Kingdom) | VI. Región Mediterránea                         | 41  | Iberia                               |
| Reino Holártico (Holarctic Kingdom) | VI. Región Mediterránea                         | 42  | Baleares                             |
| Reino Holártico (Holarctic Kingdom) | VI. Región Mediterránea                         | 43  | Liguria-Tyrrhenia                    |
| Reino Holártico (Holarctic Kingdom) | VI. Región Mediterránea                         | 44  | Adriático                            |
| Reino Holártico (Holarctic Kingdom) | VI. Región Mediterránea                         | 45  | East Mediterranean                   |
| Reino Holártico (Holarctic Kingdom) | VI. Región Mediterránea                         | 46  | Crimea-Novorossijsk                  |
| Reino Holártico (Holarctic Kingdom) | VII. Saharo-Arabian Region                      | 47  | Sahara                               |
| Reino Holártico (Holarctic Kingdom) | VII. Saharo-Arabian Region                      | 48  | Egipto-Arabia                        |
| Reino Holártico (Holarctic Kingdom) | VIII. Irano-Turanian Region                     | 49  | Mesopotamia                          |
| Reino Holártico (Holarctic Kingdom) | VIII. Irano-Turanian Region                     | 50  | Anatolia Central                     |
| Reino Holártico (Holarctic Kingdom) | VIII. Irano-Turanian Region                     | 51  | Armenia-Irán                         |
| Reino Holártico (Holarctic Kingdom) | VIII. Irano-Turanian Region                     | 52  | Hyrcania                             |
| Reino Holártico (Holarctic Kingdom) | VIII. Irano-Turanian Region                     | 53  | Turania or Aralo-Caspia              |
| Reino Holártico (Holarctic Kingdom) | VIII. Irano-Turanian Region                     | 54  | Turkestán                            |
| Reino Holártico (Holarctic Kingdom) | VIII. Irano-Turanian Region                     | 55  | Northern Baluchistan                 |
| Reino Holártico (Holarctic Kingdom) | VIII. Irano-Turanian Region                     | 56  | Western Himalaya                     |
| Reino Holártico (Holarctic Kingdom) | VIII. Irano-Turanian Region                     | 57  | Central Tien Shan                    |
| Reino Holártico (Holarctic Kingdom) | VIII. Irano-Turanian Region                     | 58  | Dzungaria-Tien Shan                  |
| Reino Holártico (Holarctic Kingdom) | VIII. Irano-Turanian Region                     | 59  | Mongolia                             |
| Reino Holártico (Holarctic Kingdom) | VIII. Irano-Turanian Region                     | 60  | Tíbet                                |
| Reino Holártico (Holarctic Kingdom) | IX. Madrean Region                              | 61  | Great Basin                          |
| Reino Holártico (Holarctic Kingdom) | IX. Madrean Region                              | 62  | California                           |
| Reino Holártico (Holarctic Kingdom) | IX. Madrean Region                              | 63  | Sonora                               |
| Reino Holártico (Holarctic Kingdom) | IX. Madrean Region                              | 64  | Mexican Highlands                    |
| Paleotropical Kingdom               | X. Guineo-Congolian Region                      | 65  | Upper Guinea                         |
| Paleotropical Kingdom               | X. Guineo-Congolian Region                      | 66  | Nigeria-Camerún                      |
| Paleotropical Kingdom               | X. Guineo-Congolian Region                      | 67  | Congo                                |
| Paleotropical Kingdom               | XI. Usambara-Zululand Region                    | 68  | Zanzibar-Inhambane                   |
| Paleotropical Kingdom               | XI. Usambara-Zululand Region                    | 69  | Tongoland-Pondoland                  |
| Paleotropical Kingdom               | XII. Sudano-Zambezian Region                    | 70  | Zambezi                              |
| Paleotropical Kingdom               | XII. Sudano-Zambezian Region                    | 71  | Sahel                                |
| Paleotropical Kingdom               | XII. Sudano-Zambezian Region                    | 72  | Sudán                                |
| Paleotropical Kingdom               | XII. Sudano-Zambezian Region                    | 73  | Somalia-Etiopía                      |
| Paleotropical Kingdom               | XII. Sudano-Zambezian Region                    | 74  | Arabia del Sur                       |
| Paleotropical Kingdom               | XII. Sudano-Zambezian Region                    | 75  | Socotra                              |
| Paleotropical Kingdom               | XII. Sudano-Zambezian Region                    | 76  | Omán                                 |
| Paleotropical Kingdom               | XII. Sudano-Zambezian Region                    | 77  | Sur de Irán                          |
| Paleotropical Kingdom               | XII. Sudano-Zambezian Region                    | 78  | Sindia                               |
| Paleotropical Kingdom               | XIII. Karoo-Namib Region                        | 79  | Namibia                              |
| Paleotropical Kingdom               | XIII. Karoo-Namib Region                        | 80  | Namaland                             |
| Paleotropical Kingdom               | XIII. Karoo-Namib Region                        | 81  | Western Cape                         |
| Paleotropical Kingdom               | XIII. Karoo-Namib Region                        | 82  | Karoo                                |
| Paleotropical Kingdom               | XIV. St.Helena and Ascension Region             | 83  | St. Helena and Ascension             |
| Paleotropical Kingdom               | XV. Madagascan Region                           | 84  | Eastern Madagascar                   |
| Paleotropical Kingdom               | XV. Madagascan Region                           | 85  | Western Madagascar                   |
| Paleotropical Kingdom               | XV. Madagascan Region                           | 86  | Southern and Southwestern Madagascar |
| Paleotropical Kingdom               | XV. Madagascan Region                           | 87  | Comoro                               |
| Paleotropical Kingdom               | XV. Madagascan Region                           | 88  | Mascarenes                           |
| Paleotropical Kingdom               | XV. Madagascan Region                           | 89  | Seychelles                           |
| Paleotropical Kingdom               | XVI. Indian Region                              | 90  | Ceylon (Sri Lanka)                   |
| Paleotropical Kingdom               | XVI. Indian Region                              | 91  | Malabar                              |
| Paleotropical Kingdom               | XVI. Indian Region                              | 92  | Deccan                               |
| Paleotropical Kingdom               | XVI. Indian Region                              | 93  | Upper Gangetic Plain                 |
| Paleotropical Kingdom               | XVI. Indian Region                              | 94  | Bengal                               |
| Paleotropical Kingdom               | XVII. Indochinese Region                        | 95  | South Burma                          |
| Paleotropical Kingdom               | XVII. Indochinese Region                        | 96  | Andamans                             |
| Paleotropical Kingdom               | XVII. Indochinese Region                        | 97  | South China                          |
| Paleotropical Kingdom               | XVII. Indochinese Region                        | 98  | Tailandia                            |
| Paleotropical Kingdom               | XVII. Indochinese Region                        | 99  | North Indochina                      |
| Paleotropical Kingdom               | XVII. Indochinese Region                        | 100 | Annam                                |
| Paleotropical Kingdom               | XVII. Indochinese Region                        | 101 | South Indochina                      |
| Paleotropical Kingdom               | XVIII. Malesian Region                          | 102 | Malaya                               |
| Paleotropical Kingdom               | XVIII. Malesian Region                          | 103 | Borneo                               |
| Paleotropical Kingdom               | XVIII. Malesian Region                          | 104 | Filipinas                            |
| Paleotropical Kingdom               | XVIII. Malesian Region                          | 105 | Sumatra                              |
| Paleotropical Kingdom               | XVIII. Malesian Region                          | 106 | South Malesia                        |
| Paleotropical Kingdom               | XVIII. Malesian Region                          | 107 | Celebes                              |
| Paleotropical Kingdom               | XVIII. Malesian Region                          | 108 | Moluccas and West New Guinea         |
| Paleotropical Kingdom               | XVIII. Malesian Region                          | 109 | Papua                                |
| Paleotropical Kingdom               | XVIII. Malesian Region                          | 110 | Bismarck Archipelago                 |
| Paleotropical Kingdom               | XIX. Fijian Region                              | 111 | New Hebrides                         |
| Paleotropical Kingdom               | XIX. Fijian Region                              | 112 | Fiji                                 |
| Paleotropical Kingdom               | XX. Polynesian Region                           | 113 | Micronesia                           |
| Paleotropical Kingdom               | XX. Polynesian Region                           | 114 | Polynesia                            |
| Paleotropical Kingdom               | XXI. Hawaiian Region                            | 115 | Hawái                                |
| Paleotropical Kingdom               | XXII. Neocaledonian Region                      | 116 | Nueva Caledonia                      |
| Neotropical Kingdom                 | XXIII. Caribbean Region                         | 117 | América Central                      |
| Neotropical Kingdom                 | XXIII. Caribbean Region                         | 118 | West Indies                          |
| Neotropical Kingdom                 | XXIII. Caribbean Region                         | 119 | Galápagos Islands                    |
| Neotropical Kingdom                 | XXIV. Region of the Guayana Highlands           | 120 | Guayana                              |
| Neotropical Kingdom                 | XXV. Amazonian Region                           | 121 | Amazonia                             |
| Neotropical Kingdom                 | XXV. Amazonian Region                           | 122 | Llanos                               |
| Neotropical Kingdom                 | XXVI. Brazilian Region                          | 123 | Caatinga                             |
| Neotropical Kingdom                 | XXVI. Brazilian Region                          | 124 | Central Brazilian Uplands            |
| Neotropical Kingdom                 | XXVI. Brazilian Region                          | 125 | Chaco                                |
| Neotropical Kingdom                 | XXVI. Brazilian Region                          | 126 | Atlantic Brazil                      |
| Neotropical Kingdom                 | XXVI. Brazilian Region                          | 127 | Paraná                               |
| Neotropical Kingdom                 | XXVII. Andean Region                            | 128 | Northern Andes                       |
| Neotropical Kingdom                 | XXVII. Andean Region                            | 129 | Central Andes                        |
| South African Kingdom               | XXVIII. Cape Region                             | 130 | Cape Province                        |
| Australian Kingdom                  | XXIX. Northeast Australian Region               |     |                                      |
| Australian Kingdom                  | XXIX. Northeast Australian Region               | 131 | Norte de Australia                   |
| Australian Kingdom                  | XXIX. Northeast Australian Region               | 132 | Queensland                           |
| Australian Kingdom                  | XXIX. Northeast Australian Region               | 133 | Southeast Australia                  |
| Australian Kingdom                  | XXIX. Northeast Australian Region               | 134 | Tasmania                             |
| Australian Kingdom                  | XXX. Southwest Australian Region                | 135 | Southwest Australia                  |
| Australian Kingdom                  | XXXI. Central Australian or Eremaean Region     | 136 | Eremaea                              |
| Antarctic Kingdom                   | XXXII. Fernandezian Region                      | 137 | Juan Fernández                       |
| Antarctic Kingdom                   | XXXIII. Chile-Patagonian Region                 | 138 | Northern Chile                       |
| Antarctic Kingdom                   | XXXIII. Chile-Patagonian Region                 | 139 | Central Chile                        |
| Antarctic Kingdom                   | XXXIII. Chile-Patagonian Region                 | 140 | Pampas                               |
| Antarctic Kingdom                   | XXXIII. Chile-Patagonian Region                 | 141 | Patagonia                            |
| Antarctic Kingdom                   | XXXIII. Chile-Patagonian Region                 | 142 | Tierra del Fuego                     |
| Antarctic Kingdom                   | XXXIV. Region of the South Subantarctic Islands | 143 | Tristan-Gough                        |
| Antarctic Kingdom                   | XXXIV. Region of the South Subantarctic Islands | 144 | Kerguelen                            |
| Antarctic Kingdom                   | XXXV. Neozeylandic Region                       | 145 | Lord Howe                            |
| Antarctic Kingdom                   | XXXV. Neozeylandic Region                       | 146 | Norfolk                              |
| Antarctic Kingdom                   | XXXV. Neozeylandic Region                       | 147 | Kermadec                             |
| Antarctic Kingdom                   | XXXV. Neozeylandic Region                       | 148 | Norte de Nueva Zelanda               |
| Antarctic Kingdom                   | XXXV. Neozeylandic Region                       | 149 | Centro de Nueva Zelanda              |
| Antarctic Kingdom                   | XXXV. Neozeylandic Region                       | 150 | Sur de Nueva Zelanda                 |
| Antarctic Kingdom                   | XXXV. Neozeylandic Region                       | 151 | Chatham                              |
| Antarctic Kingdom                   | XXXV. Neozeylandic Region                       | 152 | New Zealand Subantarctic Islands     |

## División de los reinos
| Reino Holártico     | -                        | Región Circumártica             |
| Reino Holártico     | -                        | Región Eurosiberiana            |
| Reino Holártico     | -                        | Región Estesiberiana            |
| Reino Holártico     | -                        | Región Sino-Japonesa            |
| Reino Holártico     | -                        | Región Mediterránea             |
| Reino Holártico     | -                        | Región Irano-Turánica           |
| Reino Holártico     | -                        | Región Tibetano-Himaláyica      |
| Reino Holártico     | -                        | Región Saharo-Arábiga           |
| Reino Holártico     | -                        | Región Boreal Norteamericana    |
| Reino Holártico     | -                        | Región Atlántica Norteamericana |
| Reino Holártico     | -                        | Región Rocosiana                |
| Reino Holártico     | -                        | Región Californiana             |
| Reino Holártico     | -                        | Región Gran Cuenca              |
| Reino Paleotropical | Subreino Africano        | Región Guineano-Congoleña       |
| Reino Paleotropical | Subreino Africano        | Región Sahelo-Sudánica          |
| Reino Paleotropical | Subreino Africano        | Región Somalo-Etiópica          |
| Reino Paleotropical | Subreino Africano        | Región Namibio-Zambeziana       |
| Reino Paleotropical | Subreino Africano        | Región Capense                  |
| Reino Paleotropical | Subreino Africano        | Región Suroriental Africana     |
| Reino Paleotropical | Subreino Africano        | Región Malgache                 |
| Reino Paleotropical | Subreino Indomalayo      | Región Omano-Síndica            |
| Reino Paleotropical | Subreino Indomalayo      | Región Indostánica              |
| Reino Paleotropical | Subreino Indomalayo      | Región Indochina                |
| Reino Paleotropical | Subreino Indomalayo      | Región Indonesio-Filipina       |
| Reino Paleotropical | Subreino Indomalayo      | Región Fijiano-Papuana          |
| Reino Paleotropical | Subreino Polinésico      | Región Neocaledoniana           |
| Reino Paleotropical | Subreino Polinésico      | Región Polinésica               |
| Reino Paleotropical | Subreino Polinésico      | Región Hawaiana                 |
| Reino Neotropical   | Subreino Neotropical     | Región Mexicana Xerofítica      |
| Reino Neotropical   | Subreino Neotropical     | Región Madreana                 |
| Reino Neotropical   | Subreino Neotropical     | Región Caribeño-Mesoamericana   |
| Reino Neotropical   | Subreino Neotropical     | Región Colombiano-Venezolana    |
| Reino Neotropical   | Subreino Neotropical     | Región Orinoco-Guayanesa        |
| Reino Neotropical   | Subreino Neotropical     | Región Amazónica                |
| Reino Neotropical   | Subreino Neotropical     | Región Brasileño-Paranense      |
| Reino Neotropical   | Subreino Neotropical     | Región Chaqueña                 |
| Reino Neotropical   | Subreino Neotropical     | Región Andina                   |
| Reino Neotropical   | Subreino Neotropical     | Región Desierto Pacífica        |
| Reino Neotropical   | Subreino Austroamericano | Región Pampeana                 |
| Reino Neotropical   | Subreino Austroamericano | Región Mesochileno-Patagónica   |
| Reino Neotropical   | Subreino Austroamericano | Región Valdiviano-Magallánica   |
| Reino Australiano   | Subreino Neozelándico    | Región Neozelandesa             |
| Reino Australiano   | Subreino Australiano     | Región Tropical Australiana     |
| Reino Australiano   | Subreino Australiano     | Región Templada Australiana     |
| Reino Australiano   | Subreino Australiano     | Región Mediterránea Australiana |